# Igreja da Nossa Senhora do Rosário (Rosais)

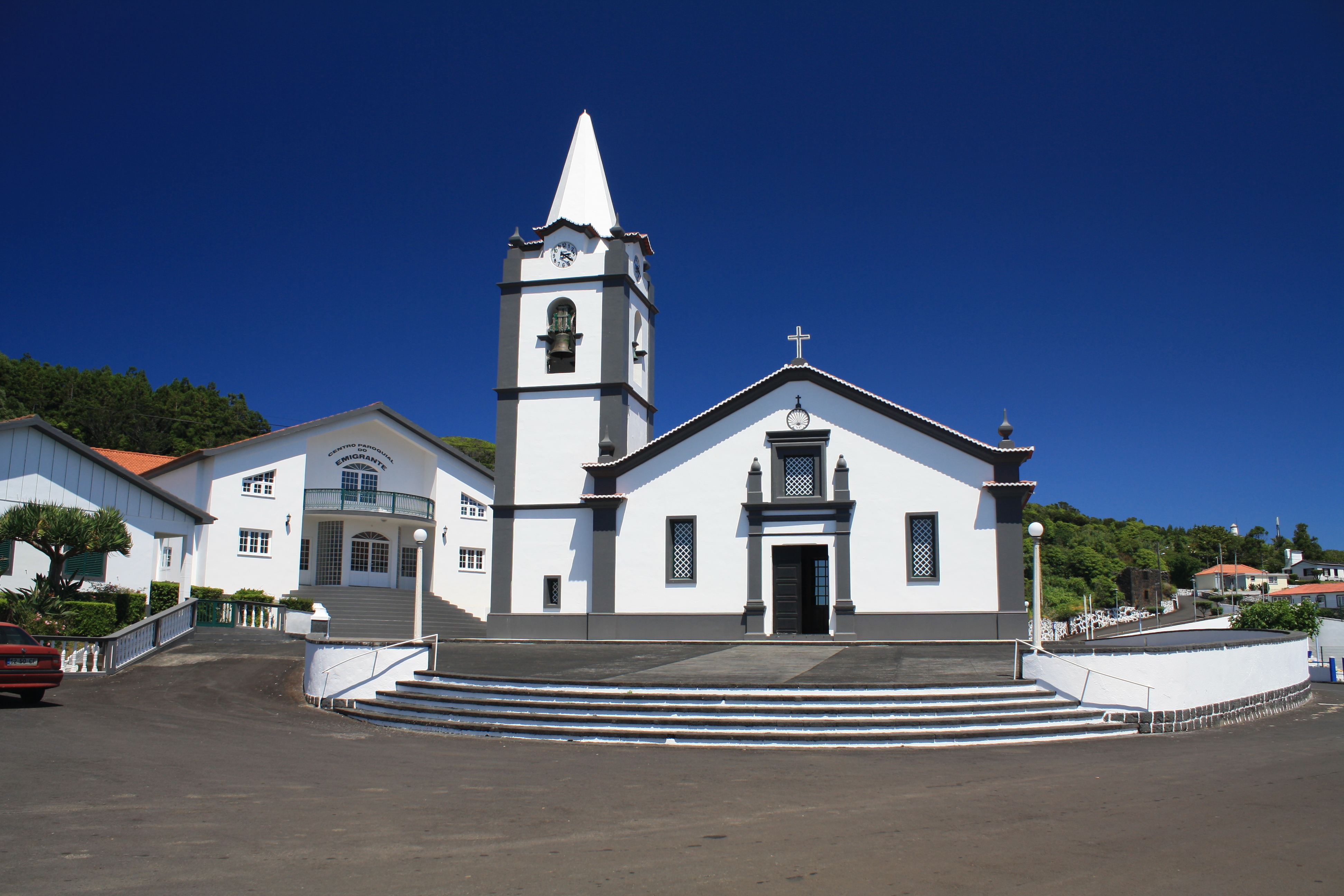
Igreja da Nossa Senhora do Rosário, Fachada.

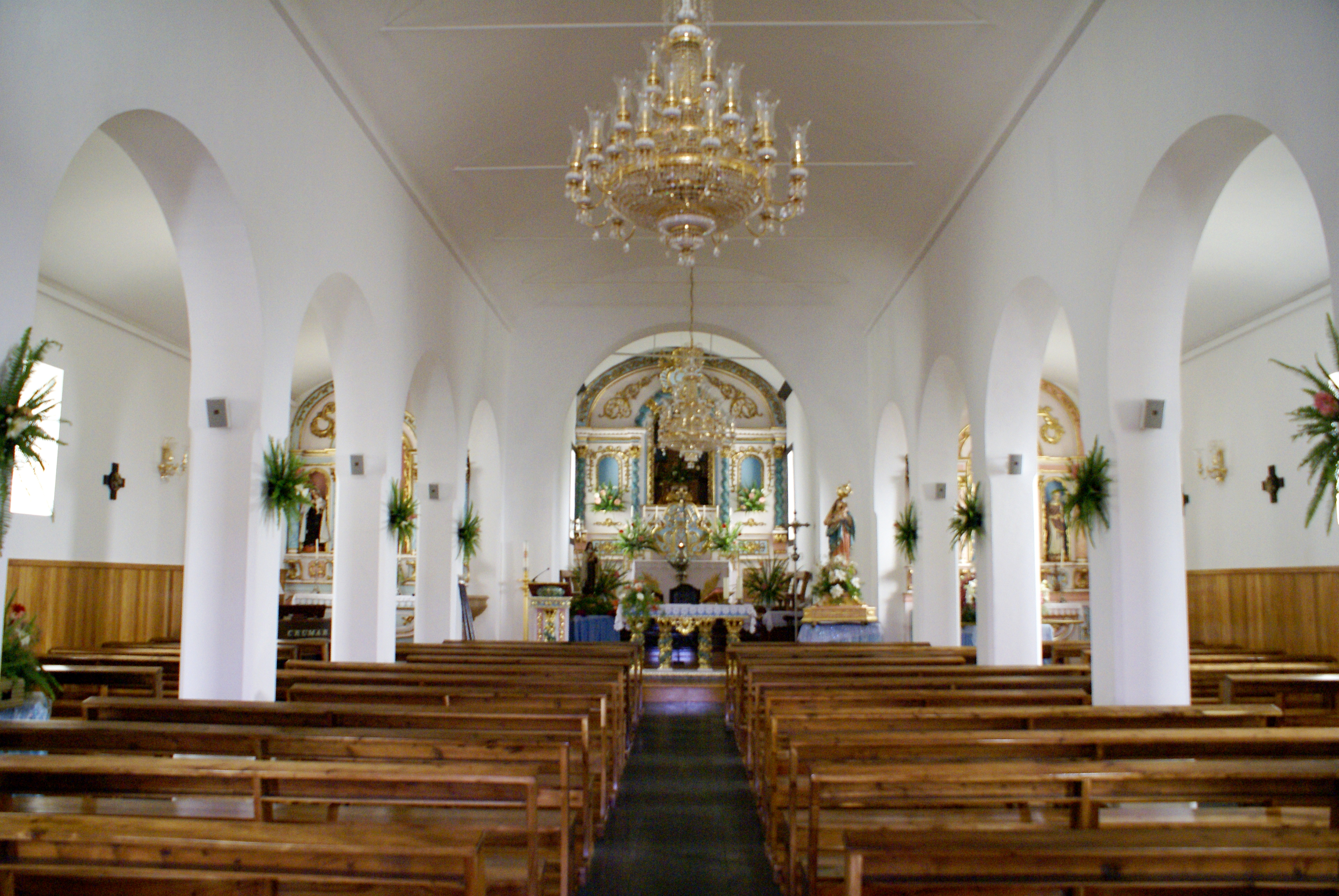
Igreja da Nossa Senhora do Rosário, interior.

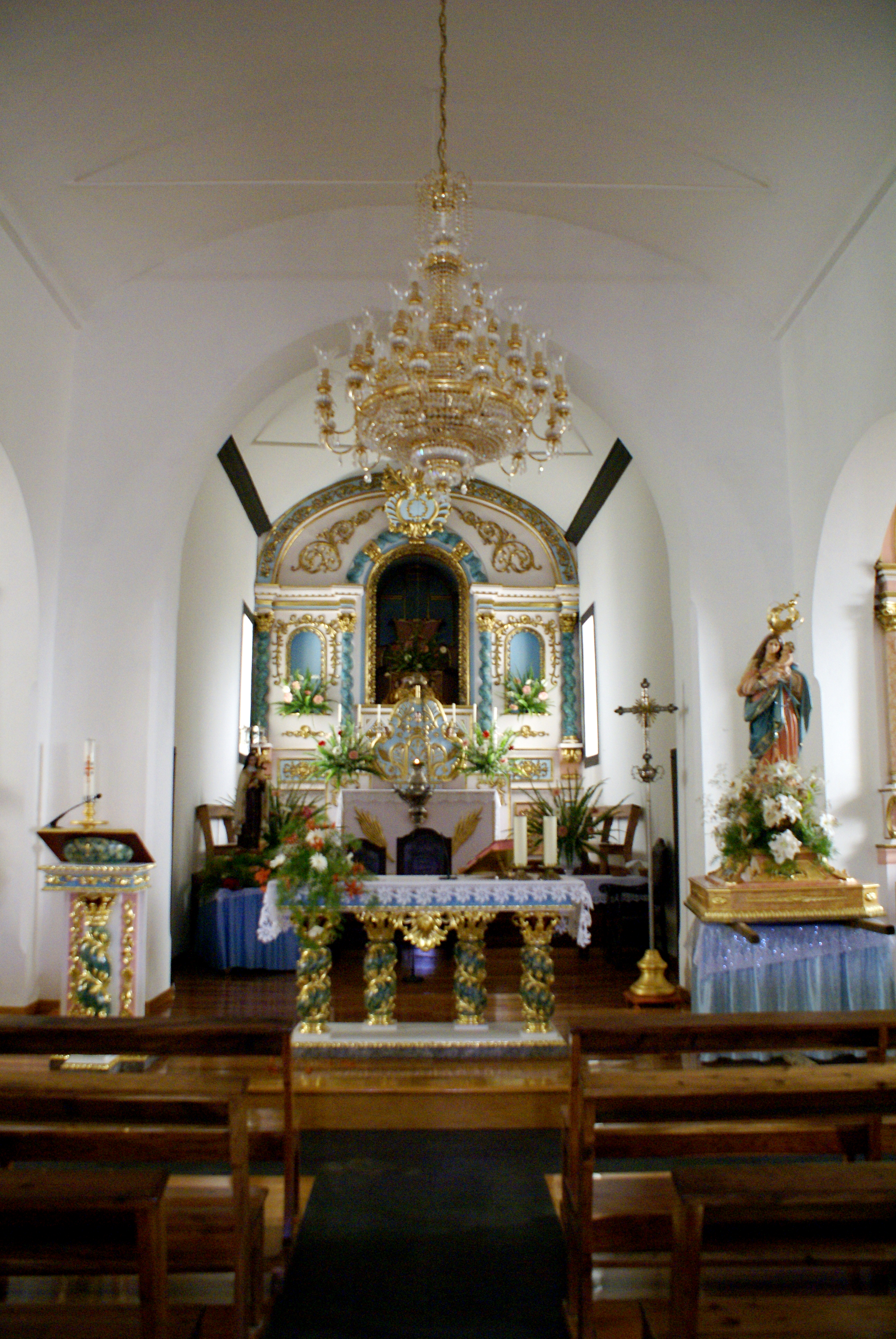
Igreja da Nossa Senhora do Rosário, altar-mor.

A Igreja da Nossa Senhora do Rosário é uma igreja católica portuguesa, localizada em Rosais, na ilha açoriana de São Jorge.
Da primitiva igreja paroquial localizada na já referida freguesia dos Rosais pouco se conhece reletivamente à sua história porque são escassas as noticias que a respeito da mesma nos dão os historiadores daquela ilha.
Sabe-se, porém, que a primitiva igreja do lugar remonta a meados do século XVI, porque já em 1568 tinha vigário, a quem, por carta régia de 30 de Junho desse ano, havia sido aumentada a respectiva côngrua (Arquivo dos Açores, VI, 193).
A actual igreja, segundo afirma José Cândido da Silveira Avelar, foi construída no  centro da freguesia, próximo da Ribeira da Água, no decurso do século XVIII. No principio do século XX, tinha vigário, cura e tesoureiro.
A primitiva casa de passal para o vigário foi legada em 1684 por Braz Dias Belo, e o cemitério local que fica junto da igreja inaugurado em 1842.
A festa do orago celebra-se no dia 15 de Agosto de cada ano, atraindo de toda a ilha muitíssimos forasteiros a quem são distribuídos bolos de massa.
A imagem de Nossa Senhora do Rosário, adquirida a expensas do povo da paróquia, por iniciativa do seu vigário padre José de Simas Macedo, foi colocada na sua igreja no ano de 1859, indo das Velas em procissão.
A 9 de Dezembro de 1876 foi também colocado na torre da igreja um belo sino comprado por subscrição do mesmo povo.